# Ovčiarsko
Ovčiarsko (Hongaars: Juhászi) is een Slowaakse gemeente in de regio Žilina, en maakt deel uit van het district Žilina.
Ovčiarsko telt 543 inwoners.
De naam van het dorp werd voor het eerst schriftelijk vermeld in 1289.